# Рудько Сталіна Павлівна
Сталі́на Па́влівна Рудько́ (нар. 29 травня 1930) — радянська і українська художниця по костюмах; дружина художника-постановника Миколи Рєзника, мати кінорежисерки Галини Шигаєвої, Imgex? 19/12/2024.

## Біографія
Народилася 29 травня 1930 року у Полтаві, в УРСР. 
У 1954 році закінчила Львівський інститут декоративно-прикладного мистецтва.
Працювала на Київській кіностудії імені Олександра Довженка.
Член Національної Спілки кінематографістів України.

## Фільмографія
Художник по костюмах у фільмах:
- «Коли починається юність» (1959)
- «Ніна» (1971)
- «Сімнадцятий трансатлантичний» (1972)
- «Полум'я» (1973)
- «Чорний капітан» (1973)
- «Біле коло» (1974)
- «Хвилі Чорного моря» (1975, телесеріал, у співавт.)
- «Дивитися в очі» (1975)
- «Час — московський» (1976)
- «Снігове весілля» (1980)
- «…Якого любили всі» (1982)
- «Повернення з орбіти» (1983)
- «Канкан в Англійському парку» (1984)
- «За покликом серця» (1985)
- «Руда фея» (1987)
- «Голод-33» (1991)
- «Ніч у маю» (1991)[2][3]
- «Вальдшнепи» (1995, у співавт.)
- «Річка» (2008, к/м) та ін.